# Milionia lativitta
Milionia lativitta là một loài bướm đêm trong họ Geometridae.